# Lindsay Benko
	Lindsay Dianne Benko (Elkhart (Indiana), 29 november 1976) is een Amerikaanse zwemster. 

## Carrière
Benko nam tweemaal deel aan de Olympische Zomerspelen en won drie gouden medailles op de estafette, slechts eenmaal zwom zij ook de finale in 2000 op de 4x200m vrije slag. Op de kortebaan werd Benko wel driemaal wereldkampioene individueel.

## Internationale toernooien
| Jaar | Olympische Spelen | WK langebaan                                                                                        | PanPacs                                                                                        | WK Korte baan |
| ---- | --- | --------------------------------------------------------------------------------------------------- | ---------------------------------------------------------------------------------------------- | --- |
| 1997 | | | 4e 200m vrije slag · 9e 200m rugslag · 4×200m vrije slag                                       | |
| 1998 | | 9e 200m vrije slag · 4×200m vrije slag                                                              |                                                                                                | |
| 1999 | | | 200m vrije slag · 400m vrije slag · 200m rugslag · 4×100m vrije slag · 4×200m vrije slag       | |
| 2000 | 12e 200m vrije slag · 10e 200m rugslag · 4×200m vrije slag                                                            | |                                                                                                | 8e 200m vrije slag · 400m vrije slag · 200m rugslag · 4×200m vrije slag                                            |
| 2001 | | |                                                                                                | |
| 2002 | | | HF 100m vrije slag · 200m vrije slag · 400m vrije slag · 4×200m vrije slag · 4×100m wisselslag | 9e 100m vrije slag · 200m vrije slag · 200m rugslag · 4e 4×100m vrije slag · 4×200m vrije slag · 4×100m wisselslag |
| 2003 | | 4e 200m vrije slag · 6e 400m vrije slag · 4×100m vrije slag · 4×200m vrije slag · 4×100m wisselslag |                                                                                                | |
| 2004 | 14e 200m vrije slag · 4×100m vrije slag · Benko zwom enkel de series · 4×200m vrije slag · Benko zwom enkel de series | |                                                                                                | 8e vrije slag · 200m vrije slag · 4×100m vrije slag · 4×200m vrije slag                                            |

1996: Jackson, Teuscher, Taormina, Thompson ·
2000: Arsenault, Munz, Benko, Thompson ·
2004: Coughlin, Piper, Vollmer, Sandeno ·
2008: Rice, Barratt, Palmer, Mackenzie ·
2012: Franklin, Vollmer, Vreeland, Schmitt ·
2016: Schmitt, Smith, Dirado, Ledecky ·
2020: Yang, Tang, Zhang, Li ·
2024: O'Callaghan, Pallister, Throssell, Titmus